# Азиатска костенурка
Testudo horsfieldii е вид костенурка от семейство Сухоземни костенурки (Testudinidae). Видът е уязвим и сериозно застрашен от изчезване.

## Разпространение
Разпространен е в Азербайджан, Армения, Афганистан, Иран, Казахстан, Киргизстан, Китай, Пакистан, Русия, Таджикистан, Туркменистан и Узбекистан.